# 普申奇内
50°49′30″N 33°34′39″E / 50.82500°N 33.57750°E
普申奇內（烏克蘭語：Пшінчине）是位於烏克蘭東北部的村莊，由蘇梅州羅姆內區的赫梅利夫市鎮負責管轄。該村處於赫梅利夫卡河右岸，距離巴西夫卡和大布德基0.5公里，海拔高度178米，2001年人口70。